# La Casona (Reinosa)
La Casona es un palacio situado en el n.º 23 de la avenida Puente Carlos III de Reinosa (Cantabria, España). Actualmente centraliza los servicios de biblioteca de la casa de cultura municipal, sala de exposiciones, centro de servicios de comunicaciones, sala de estudio y oficina de turismo. Su fachada fue declarada bien de interés cultural el 22 de noviembre de 1982.
El edificio se construyó en 1788, dirigido por un maestro llamado Gandarillas. De ese proyecto quedó poco más que las fachadas tras incendiarse en 1808. Hacia 1910 se reconstruyó, en parte en hormigón armado, respetándose las fachadas de piedra. Está construida siguiendo los cánones clásicos en boga en el siglo XVIII.
Posee una entrada flanqueada por columnas de orden toscano que aguantan un balcón. La fachada principal es de sillería y está ritmada con pilastras. El palacio consta de tres plantas, estando la primera almohadillada y la última rematada con una cornisa destacable que da la vuelta a todo el edificio; sobre ésta hay otro cuerpo, añadido en el siglo XX. Destaca especialmente la conservación y la calidad de la cerrajería de los balcones, del siglo XVIII.